# ジョニー・パラシオス
ジョニー・エウロジオ・パラシオス・スアソ（Johnny Eulogio Palacios Suazo (スペイン語発音: [ˈɟʝoni paˈlasjos]), 1986年12月20日 - ）は、ホンジュラス・ラ・セイバ出身の元サッカー選手。元ホンジュラス代表。現役時代のポジションはディフェンダー。

## 経歴
2009年にホンジュラス代表デビュー。2010 FIFAワールドカップのメンバーにも選出された。また、オーバーエイジとして2016年リオデジャネイロオリンピックにも出場、ベスト4となった。2017年までに通算42試合に出場した。

## エピソード
- 5人兄弟の四男。一番下の弟以外はサッカー選手である。一番上の兄はミルトン・パラシオス、次兄はジェリー・パラシオス、一番年が近い兄はウィルソン・パラシオス。いずれも、ホンジュラス代表歴がある。
- パラシオスの弟エドウィンは2007年10月に両親が住む実家から誘拐され、家族は誘拐犯に約20万ドル（約2000万円）の身代金を払ったが、エドウィンは解放されず、2009年5月に殺害されていたことが明らかになった[2]。

## 代表歴

### 出場大会
- ホンジュラス代表
  - 2010 FIFAワールドカップ

### 試合数
- 国際Aマッチ 42試合 0得点（2009年-2017年）[1]

| ホンジュラス代表 | 国際Aマッチ | 国際Aマッチ |
| 年               | 出場        | 得点        |
| ---------------- | ----------- | ----------- |
| 2009             | 4           | 0           |
| 2010             | 6           | 0           |
| 2011             | 4           | 0           |
| 2012             | 0           | 0           |
| 2013             | 2           | 0           |
| 2014             | 0           | 0           |
| 2015             | 12          | 0           |
| 2016             | 6           | 0           |
| 2017             | 8           | 0           |
| 通算             | 42          | 0           |

## タイトル
- リーガ・ナシオナル・デ・フトボル・デ・ホンジュラス: 10

クラウスーラ2008, クラウスーラ2009, クラウスーラ2010, アペルトゥーラ2011, クラウスーラ2012, アペルトゥーラ2012, クラウスーラ2013, クラウスーラ2014, クラウスーラ2015, クラウスーラ2016
- コパ・セントロアメリカーナ: 1

2011